# Sundtjärnen (Håsjö socken, Jämtland)
Sundtjärnen är en sjö i Bräcke kommun i Jämtland och ingår i Ljungans huvudavrinningsområde.